# Émile Stein
Émile Stein, né le 20 août 1847 à Neuf-Brisach et mort le 28 septembre 1911 à Paris, est un homme politique français. Il est maire d'Épinal de 1900 à sa mort.

## Biographie
Il est arrivé en 1878 dans la Cité des Images, pour assurer une charge de notaire. Il la cède en 1893 Il devient président de la Banque Régionale Agricole de l'Est, censeur de la Banque de France et président de l'Orphéon spinalien. Il se présente aux élections du 6 mai 1900 qui le portent à la mairie de la ville.
Il installe une école de jeunes filles, transfère la bibliothèque municipale à la Maison Romaine, remet à neuf le théâtre, recouvre le gymnase, commence le pavage systématique des rues, amène l'eau potable au Saut-le-Cerf et à la Côte Cabiche, agrandit le cimetière, etc. Il est réélu en 1908.
Il était vice-président de la Croix-Rouge. Il meurt d'une crise cardiaque et obtint des funérailles municipales.

## Hommage
Une place d'Épinal porte son nom.